# Relatives Menschsein
Relatives Menschsein war eine deutsche Band aus Kaufbeuren, die der Dark-Wave-Bewegung zugerechnet wird. Sie entstand 1990 als Zusammenschluss der Musiker Amadeus, Lissy Mödl und Jörg Wolfgram (alias „Jogy“) und wurde vor allem aufgrund ihrer poetischen und stimmungsvollen Gesangsstücke in deutscher Sprache in der Schwarzen Szene bekannt. Relatives Menschsein gelten heute als bedeutende und zugleich früheste Vertreter der Neuen Deutschen Todeskunst.

## Geschichte
Vor der Gründung bildeten Lissy Mödl und Amadeus bereits die Band Predecease, die jedoch nur lokale Bekanntheit erlangte. Im Juni 1990 schlossen sie sich mit dem Keyboarder Jörg Wolfgram zusammen, der zuvor in der Band Shades of Grey aktiv war, und bildeten gemeinsam die Band Relatives Menschsein.
Bereits die ersten Stücke der neuen Band wurden durch ihre bis dahin einzigartige Mischung von Musik und Lyrik zu Hits in der Schwarzen Szene. Die Songs Tempel, Glaube und besonders Verflucht entwickelten sich zu Szenehits, die ihnen einen Plattenvertrag bei der Produktionsfirma Danse Macabre einbrachten. Unter dem Titel Moritat erschien bei diesem Label eine Musikkassette mit nur vier Songs. Mit dem ersten größeren Konzert am 4. Januar 1992 in Ulm startete eine Tournee, die die Band in Deutschland, Belgien und der Schweiz bekannt machte.
Im Juli 1992 erschien die EP Gefallene Engel, und im August wurde das Trio durch den Keyboarder Jörg Hüttner unterstützt. Anschließend erschien im Juni 1993 das erste und einzige Album Die Ewigkeit, an der Gitarrist „Thar“ (unter anderem für Ghosting tätig) mitwirkte. Nach dieser Veröffentlichung verließ Jörg Wolfgram Relatives Menschsein und wechselte in die Band Dorsetshire. Seitens des Plattenlabels Danse Macabre wurde bekannt gegeben, dass kein weiteres Album erscheinen wird. Zu diesem Zeitpunkt kam Andy Age als Gitarrist zu Relatives Menschsein. In der Folge veröffentlichte die Band nur noch einzelne Songs auf verschiedenen CD-Kompilationen und spielte live. Der letzte Auftritt erfolgte 1999, bei dem Amadeus seine Bühnenkleidung verschenkte und somit die Band inoffiziell auflöste. Die Band erklärt bis heute, dass eine Auflösung nie offiziell gewesen sei:

„Wir haben uns nie offiziell aufgelöst, aber 1999 war der letzte Auftritt, bei dem Wolfi, wie ausgemacht, seine Bühnenkleidung verschenkte. Und damit wars vorbei.“

## Diskografie
- 1991: Moritat (Demo, Selbstverlag; im gleichen Jahr EP, Danse Macabre)
- 1992: Gefallene Engel (EP, Danse Macabre)
- 1993: Die Ewigkeit (Album, Danse Macabre)
- 2002: Thanatos (Kompilation, Alice in…)

Titel die exklusiv auf Kompilationen erschienen
- 1992: Verbotene Triebe (erste Veröffentlichung: Danse Macabre Sampler II)
- 1993: Die Zeit (erste Veröffentlichung: To be Stun)
- 1998: Masken (erste Veröffentlichung: Stage I)
- 1998: Rosa Leidenschaft (erste Veröffentlichung: Wellenreiter in Schwarz I)